# Чочиева, Алана Витальевна
Алана Витальевна Чочиева (31 июля 2003, Владикавказ) — российская футболистка, нападающая.

## Биография
Воспитанница владикавказского «Динамо» (тренер — Сергей Хинчагов) и московской футбольной школы «Чертаново» (тренер — Елена Игоревна Мухина). В «Чертаново» в команде своего возраста была капитаном. В 2019 году в составе юниорской сборной Москвы стала победительницей IX летней юношеской Спартакиады и была признана лучшей нападающей турнира.
С 2019 года выступала за основную команду «Чертаново». Дебютный матч в высшей лиге России сыграла в неполные 16 лет, 11 апреля 2019 года против «Енисея», заменив на 63-й минуте Кристину Комиссарову. Вскоре начала выходить в стартовом составе своего клуба. Первый гол в высшей лиге забила 8 июня 2019 года в ворота клуба «Звезда-2005». Осенью 2019 года сыграла один матч в рамках женской Лиги чемпионов 2019/20 против ЖФК «Глазгоу сити»en:Glasgow City F.C. — в перерыве главный тренер ЖФК «Чертаново» Сергей Лаврентьев поменял полузащитника Анастасию Тренькину на Чочиеву. Сезон 2022 пропустила из-за травмы, после чего перешла из «Чертаново» в московское «Динамо».
Выступала за юниорскую и молодёжную сборную России. В 2018 году принимала участие в неофициальных играх команды 16-летних, а с 2019 года играла за сборную 17-летних девушек. В 2021—2022 гг. играла за молодёжную сборную.
После сезона 2023 приняла решение завершить карьеру в футболе.

## Семья
Отец — Виталий Чочиев, бывший футболист владикавказской «Алании».
Мать — Мзокова Элина. Есть младшая сестра и брат.